# Audouinella
Audouinella je rozsáhlý rod mořských i sladkovodních červených řas. Jsou to mnohobuněčné řasy s drobnými vláknitými stélkami, některé druhy jsou mikroskopické. Větší řasy tvoří černé, tmavohnědé, červené nebo namodralé chomáče tvořené tenkými vlákny, přichycené na pevném podkladu, jako jsou kameny a vodní rostliny. Sladkovodní Audouinella je mezi akvaristy známá jako černá štětičková řasa.